# Convertibiliteit
Convertibiliteit (van het Latijn: convertere; Nederlands: omwisselen) is een eigenschap van geld, valuta's en andere financiële activa dat zij kunnen worden omgewisseld in andere liquide oppotmiddellen. Men noemt bijvoorbeeld een valuta converteerbaar, wanneer zij door zowel ingezetenen als niet-ingezetenen onbeperkt kan worden omgewisseld in een andere, buitenlandse valuta.
Dit recht op omwisseling wordt gegarandeerd door de centrale bank van een land. Indien er sprake is van een goudstandaard of zoals in het verleden ook het geval is geweest van bimetallisme, kan de valuta ook in een van tevoren vastgestelde hoeveelheid goud of zilver worden ingewisseld.
Een speciaal geval van convertibiliteit is de buitenlandse convertibiliteit. Hier hebben alleen buitenlanders het recht de valuta om te wisselen. Bij binnenlandse convertibiliteit hebben alle in een land woonachtige personen te allen tijde het recht om    
binnenlandse valuta voor eigen gebruik vrij te verwerven en onbeperkt mee het land uit te nemen of naar het buitenland te transfereren. Een beperking van de convertibiliteit komt vaak in de vorm van deviezenrestricties.
Volledige convertibiliteit is een belangrijke factor in de internationale handel, waar financiële instrumenten, die gewaardeerd zijn in verschillende valuta's, in elkaar moeten kunnen worden omgewisseld.